# Sewellia breviventralis
Sewellia breviventralis är en fiskart som beskrevs av Jörg Freyhof och Serov 2000. Sewellia breviventralis ingår i släktet Sewellia och familjen grönlingsfiskar. IUCN kategoriserar arten globalt som akut hotad. Inga underarter finns listade i Catalogue of Life.